# Rédner Márta
Rédner Márta (Gutman Márta) (Budapest, 1909. december 15. – Budapest, 1991. február 12.) Balázs Béla-díjas magyar fotóművész, fotóriporter. Férje, Rédner Miklós (1909-1944) fotóriporter volt.

## Életpályája
Budapesten született Gutman Sámuel (1874–1956) kovácsmester és Neumann Erzsébet gyermekeként. 1926-1928 között Rőmer Erzsébet és Torda József foglalkoztatta. 1930-1931 között segédmunkásként dolgozott. 1935-1947 között férjével az Oktogonon lévő műtermükben dolgoztak. 1949-ben a Magyar Munkásmozgalmi Intézetben dolgozott. Egy évvel később tagja lett a Fotókollektíva nevű munkaközösségnek. 1950-1957 között az Egészségügyi Minisztérium fényképésze volt. 1951-ben a Magyar Fotónál volt. 1957-ben a Medicina Kiadó fotósa lett. 1958-tól a Nők Lapja fotóriportere volt.

## Kiállításai

### Egyéni
- 1970 Budapest
- 1971 Sopron, Dunaújváros
- 1972 Bukarest
- 1974 Hajdúszoboszló

### Válogatott
- 1970 Budapest
- 1971 Gyula

## Díjai
- Magyar Fotóművészek Szövetsége tagja (1956)
- Balázs Béla-díj (1972)
- Aranytoll (1984)